# Schwarzacher Tor (Sommerach)

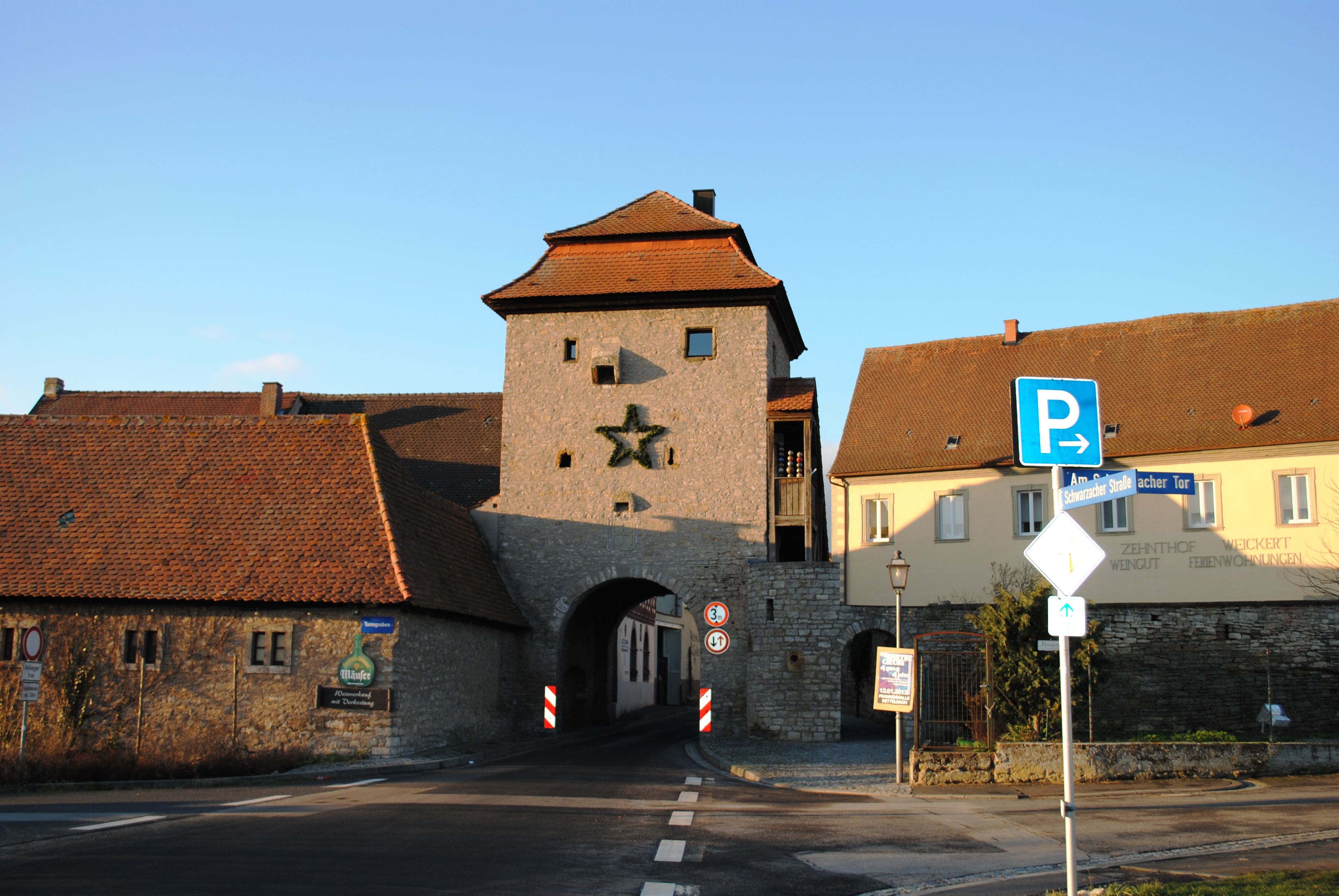
Das Schwarzacher Tor von der Schwarzacher Straße aus

Das Schwarzacher Tor (Adresse Hauptstraße 22, früher Hausnummer 44) ist ein ortsbildprägendes Tor der ehemaligen Ortsbefestigung von Sommerach an der Schwarzacher Straße bzw. der Hauptstraße im Südosten des Dorfes.

## Geschichte
Nachdem Sommerach im 15. Jahrhundert immer wieder kriegerischen Eroberungen ausgesetzt war, begannen die Äbte von Münsterschwarzach, die damals die Dorfherrschaft hatten, um das Dorf eine Ringmauer mit vier Toren anzulegen. Im Südosten des Dorfes befand sich das mächtigste Tor der Befestigung, weil dort der Weg nach Schwarzach zum Kloster der Grundherren verlief.

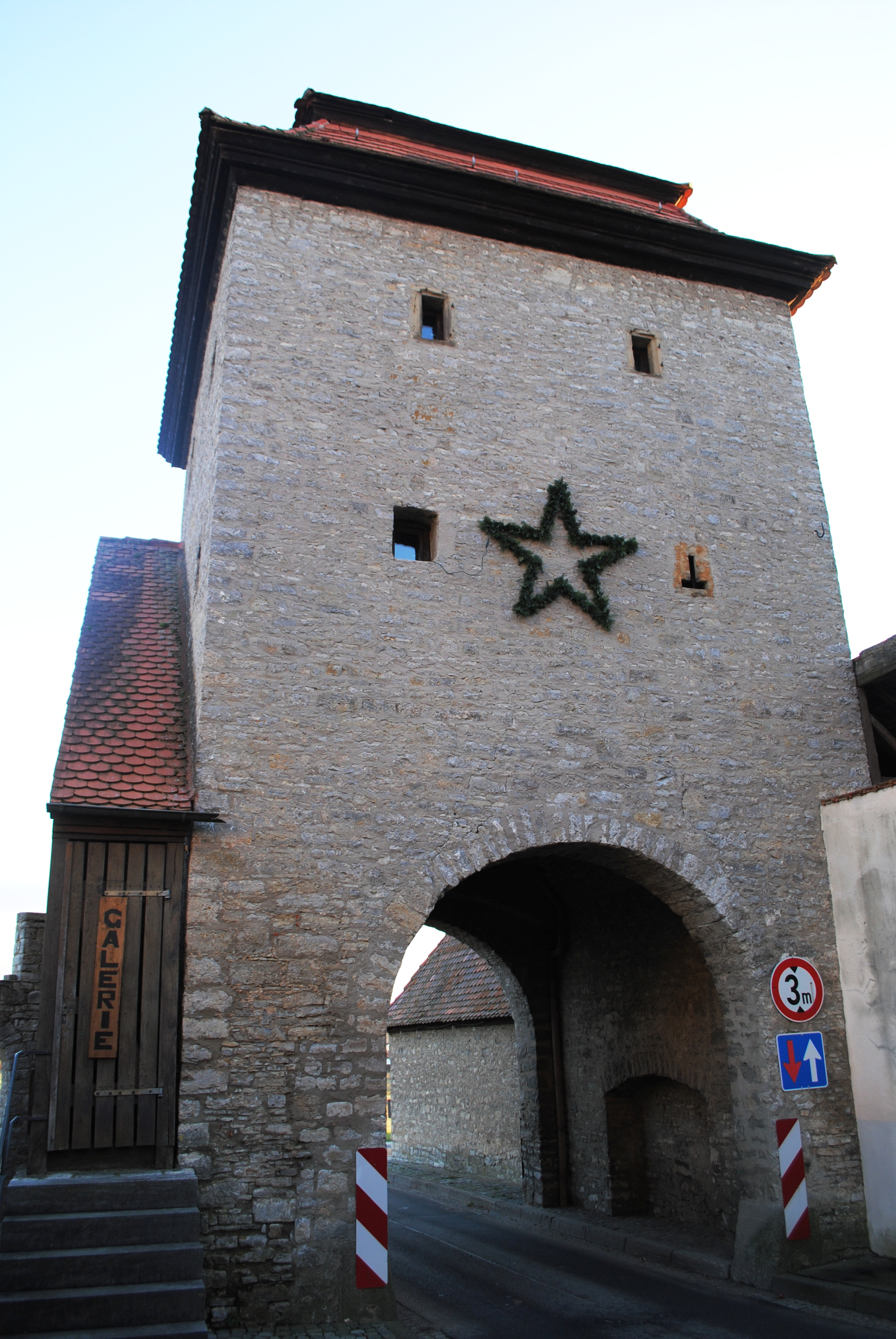
Der Turm auf der Dorfseite

Das Schwarzacher Tor wurde 1486 vollendet. Als Bauherren sind mit einer Wappenkartusche am Tor die Abtei Münsterschwarzach und der Würzburger Fürstbischof ausgewiesen. Die Kombination am erneuerten Wappenstein ist jedoch anachronistisch und widersprüchlich: Die Jahreszahl verweist in die Regierungszeit von Rudolf II. von Scherenberg, aber das Wappen ist dasjenige des Würzburger Fürstbischofs Konrad II. von Thüngen, eine fehlerhafte Restaurierung. 1504 erließ das Dorf eine „Ordnung der Fürgehner“, um die Tore mit Wächtern zu besetzen. Nachdem die Türme mit der Einführung von schwerer Artillerie spätestens im 17. Jahrhundert ihre militärische Funktion eingebüßt hatten, stellte die Gemeinde das Tor als Armenhaus zur Verfügung.
Am 1. August 1902 beantragte die Gemeinde Sommerach beim Bezirksamt Gerolzhofen den Abriss des Tores. Nach Hinzuziehung des Landbauamts Würzburg wurde die Zustimmung verweigert. Daraufhin begann die Gemeinde, die noch erhaltenen Überreste der Mauern zu bewahren. Im Schwarzacher Tor wurde im Jahr 1909 zeitweise Getreide gelagert.
Das Tor war in der Folgezeit immer wieder vermietet. Im Jahr 1923 war es beispielsweise Treffpunkt der Wandervogel-Ortsgruppe Würzburg. Im Jahr 1941 sanierte die Gemeinde erstmals das Tor. 1958 mussten Teile der Mauer im Umfeld ausgebessert werden. Das Schwarzacher Tor blieb weiterhin dem Durchfahrtsverkehr ausgesetzt. Im Jahr 1973 rammte es erstmals ein Fahrzeug, die Unfälle häuften sich in den nächsten Jahren.
Das Landesamt für Denkmalpflege setzte durch, den Schwerlastverkehr um Sommerach herum zu leiten und das Tor wurde für LKW gesperrt. Die Gemeinde begann mit einer umfassenden Renovierung des Gebäudes, die 1980 abgeschlossen war. Das Tor wurde in der Folgezeit wieder vermietet, zeitweise war dort ein Atelier für Malerei und Schmuckdesign untergebracht. Das Schwarzacher Tor wird als Baudenkmal geführt.

## Architektur
Das Schwarzacher Tor aus unverputztem Bruchstein ist der höchste Torbau der Sommeracher Ortsbefestigung.  Über der rundbogigen Durchfahrt war eine Inschriftenkartusche mit zwei Wappen und der lateinischen Jahreszahl „MCCCCLXXXVII“ (1487) angebracht. Die Jahreszahl verweist fälschlicherweise auf das Jahr 1487, obwohl der Turm bereits ein Jahr zuvor fertiggestellt wurde.
Der Turm hat nur wenige Fenster mit schlichten Rechteckrahmen und ein mächtiges Walmdach; spätmittelalterliche Schießscharten und Pechnasen befinden sich an der dorfabgewandten Seite. Ein Treppenaufgang mit hölzernem Aufbau führt rechts in den Turm. Ein separater Halbrundturm an der Seite endet auf Höhe der Durchfahrt.